# پروزیت (مینه‌سوتا)
پروزیت (به انگلیسی: Prosit) یک منطقهٔ مسکونی در ایالات متحده آمریکا است که در ناحیه البورن، شهرستان سنت لوئیس، مینه‌سوتا واقع شده‌است. پروزیت ۱۰ نفر جمعیت دارد و ۴۰۵٫۰۸ متر بالاتر از سطح دریا واقع شده‌است.